# Лукинское (Вологодский район)
Лукинское — деревня в Вологодском районе Вологодской области.
Входит в состав Новленского сельского поселения (с 1 января 2006 года по 8 апреля 2009 года входила в Березниковское сельское поселение), с точки зрения административно-территориального деления — в Березниковский сельсовет.
Расстояние до районного центра Вологды по автодороге — 97 км, до центра муниципального образования Новленского по прямой — 17 км. Ближайшие населённые пункты — Меньшовское, Минино, Кобелево, Погост Еленга, Прибытково, Ларькино.
По данным переписи в 2002 году постоянного населения не было.